# Giacomo Sannesio
Giacomo Sannesio (Belforte, 1560 – Roma, 19 febbraio 1621) è stato un cardinale e vescovo cattolico italiano.

## Biografia
Nacque nel 1560 in una famiglia marchigiana appartenente alla piccola nobiltà provinciale, protagonista tuttavia con i fratelli Giacomo e Clemente di una rapida ascesa sotto il pontificato di Clemente VIII.
Questi elevò Giacomo Sannesio al rango di cardinale nel concistoro del 9 giugno 1604.
Nel 1610 il Sannesio promosse il restauro del palazzo vescovile di Castel Giorgio, fatto erigere originariamente da Giorgio della Rovere nel 1477 e distrutto dal passaggio delle truppe di Carlo VIII da Acquapendente a Viterbo, da un incendio nel 1497 e da un forte terremoto nel 1505 e nel 1511.
Morì il 19 febbraio 1621.

## Genealogia episcopale
La genealogia episcopale è:
- Cardinale Guillaume d'Estouteville, O.S.B.Clun.
- Papa Sisto IV
- Papa Giulio II
- Cardinale Raffaele Sansone Riario
- Papa Leone X
- Papa Paolo III
- Cardinale Francesco Pisani
- Cardinale Alfonso Gesualdo di Conza
- Papa Clemente VIII
- Cardinale Pietro Aldobrandini
- Cardinale Giacomo Sannesio